# Игве, Антони
Антони Игве (англ. Anthony Igwe; 24 декабря 1945, Баркин-Лади (ныне в штате Плато), Нигерия) — нигерийский футболист, защитник. Участник летних Олимпийских игр 1968 года и Всеафриканских игр 1973 года.

## Биография
Выступал за клубы из Лагоса «Стэйшнери Сторс» и НЭПА.
В 1968 году главный тренер национальной сборной Нигерии Йожеф Эмбер вызвал Антони на летние Олимпийские игры в Мехико. В команде он получил 2 номер. В своей группе Нигерия заняла последнее четвёртое место, уступив Бразилии, Японии и Испании. Антони Игве на турнире сыграл во всех трёх играх.
В 1973 году участвовал на Всеафриканских играх, которые проходили в Нигерии. Вместе с командой, Игве стал победителем турнира.
Всего за сборную Нигерии он провёл 40 матчей и забил 3 гола.